# دان کایلی
دان کایلی (انگلیسی: Dan Kiley; ۲ سپتامبر ۱۹۱۲ – ۲۱ فوریهٔ ۲۰۰۴) معمار منظر و معمار اهل ایالات متحده آمریکا بود. وی برندهٔ جوایزی همچون نشان ملی هنر شده‌است.